# Championnat d'Angleterre de football 1891-1892
Navigation
Édition précédente Édition suivante
La 4e édition du championnat d'Angleterre de football est remportée par Sunderland. Le club promu dans la League remporte le championnat. À partir de l’année 1891, l’épreuve compte 14 équipes. Deux équipes de la Football Alliance ont fait sécession et ont rejoint la League : Stoke dont c’est le retour après une année d’absence et Darwen.
La fin du championnat va apporter un grand nombre de changements : la fusion avec le championnat de  Football Alliance permet de créer une seconde division professionnelle. Un système de promotion/relégation est mis en place. Pour la première année ce ne sont pas encore complètement des critères sportifs qui sont pris. Comme pour les saisons précédentes, les dossiers des quatre équipes arrivées aux dernières places sont examinés par la fédération. Seul le dossier de Darwen est rejeté car sa première saison en Football League est un désastre avec 112 buts encaissés en 22 rencontres. L’équipe va donc dans la deuxième division nouvellement créée.

## Les clubs de l'édition 1891-1892
| Club                                  | Ville          |
| ------------------------------------- | -------------- |
| Accrington Football Club              | Accrington     |
| Aston Villa Football Club             | Birmingham     |
| Blackburn Rovers Football Club        | Blackburn      |
| Bolton Wanderers Football Club        | Bolton         |
| Burnley Football Club                 | Burnley        |
| Darwen Football Club                  | Darwen         |
| Derby County Football Club            | Derby          |
| Everton Football Club                 | Liverpool      |
| Notts County Football Club            | Nottingham     |
| Preston North End Football Club       | Preston        |
| Stoke Football Club                   | Stoke-on-Trent |
| Sunderland Association Football Club  | Sunderland     |
| West Bromwich Albion Football Club    | West Bromwich  |
| Wolverhampton Wanderers Football Club | Wolverhampton  |

## Classement
| Rang | Équipe                  | Pts | J  | G  | N | P  | Bp | Bc  | Diff |
| ---- | ----------------------- | --- | -- | -- | - | -- | -- | --- | ---- |
| 1    | Sunderland              | 42  | 26 | 21 | 0 | 5  | 93 | 36  | +57  |
| 2    | Preston North End       | 37  | 26 | 18 | 1 | 7  | 61 | 31  | +30  |
| 3    | Bolton Wanderers        | 36  | 26 | 17 | 2 | 7  | 51 | 37  | +14  |
| 4    | Aston Villa             | 30  | 26 | 15 | 0 | 11 | 89 | 56  | +33  |
| 5    | Everton                 | 28  | 26 | 12 | 4 | 10 | 49 | 49  | 0    |
| 6    | Wolverhampton Wanderers | 26  | 26 | 11 | 4 | 11 | 59 | 46  | +13  |
| 7    | Burnley                 | 26  | 26 | 11 | 4 | 11 | 49 | 45  | +4   |
| 8    | Notts County            | 26  | 26 | 11 | 4 | 11 | 55 | 51  | +4   |
| 9    | Blackburn Rovers        | 26  | 26 | 10 | 6 | 10 | 58 | 65  | -7   |
| 10   | Derby County            | 24  | 26 | 10 | 4 | 12 | 46 | 52  | -6   |
| 11   | Accrington              | 20  | 26 | 8  | 4 | 14 | 40 | 78  | -38  |
| 12   | West Bromwich Albion    | 18  | 26 | 6  | 6 | 14 | 51 | 58  | -7   |
| 13   | Stoke                   | 14  | 26 | 5  | 4 | 17 | 38 | 61  | -23  |
| 14   | Darwen                  | 11  | 26 | 4  | 3 | 19 | 38 | 112 | -74  |

|  | Champion d'Angleterre |
|  | Relégation            |

### Meilleur buteur
- John Campbell, Sunderland, 32 buts

## Bilan de la saison
| Tableau d'Honneur                    |                      |
| Compétition                          | Vainqueur            |
| Championnat d'Angleterre de football | Sunderland           |
| Coupe d'Angleterre de football       | West Bromwich Albion |

| Promotions et relégations |                                              |
| Promus                    | The Wednesday Newton Heath Nottingham Forest |
| Relégués                  | Darwen                                       |